# Polcenigo
Polcenigo (Polcenic en frioulan, Al Borc en dialecte local vénète) est une commune d'environ 3 500 habitants de la province de Pordenone, dans la région autonome du Frioul-Vénétie Julienne, en Italie.

## Administration
| Période                                  | Période | Identité | Étiquette | Qualité |
| ---------------------------------------- | ------- | -------- | --------- | ------- |
|                                          |         |          |           |         |
| Les données manquantes sont à compléter. |         |          |           |         |

### Hameaux
Mezzomonte, San Giovanni, Range, Coltura, Gorgazzo.

### Communes limitrophes
Budoia, Caneva, Fontanafredda, Tambre.